# Linanthus nuttallii
Linanthus nuttallii là một loài thực vật có hoa trong họ Polemoniaceae. Loài này được (A. Gray) Greene ex Milliken mô tả khoa học đầu tiên năm 1904.

## Hình ảnh

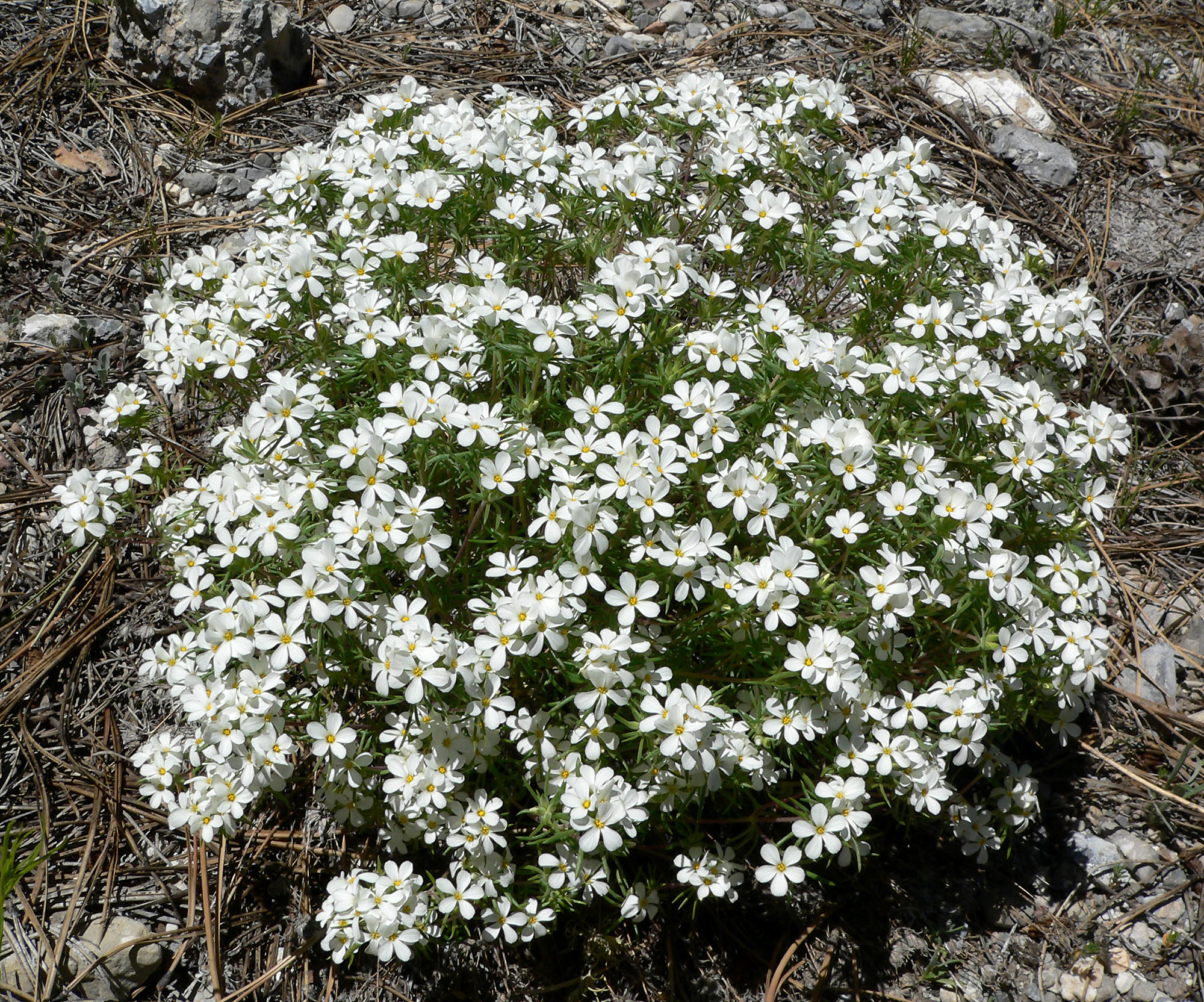
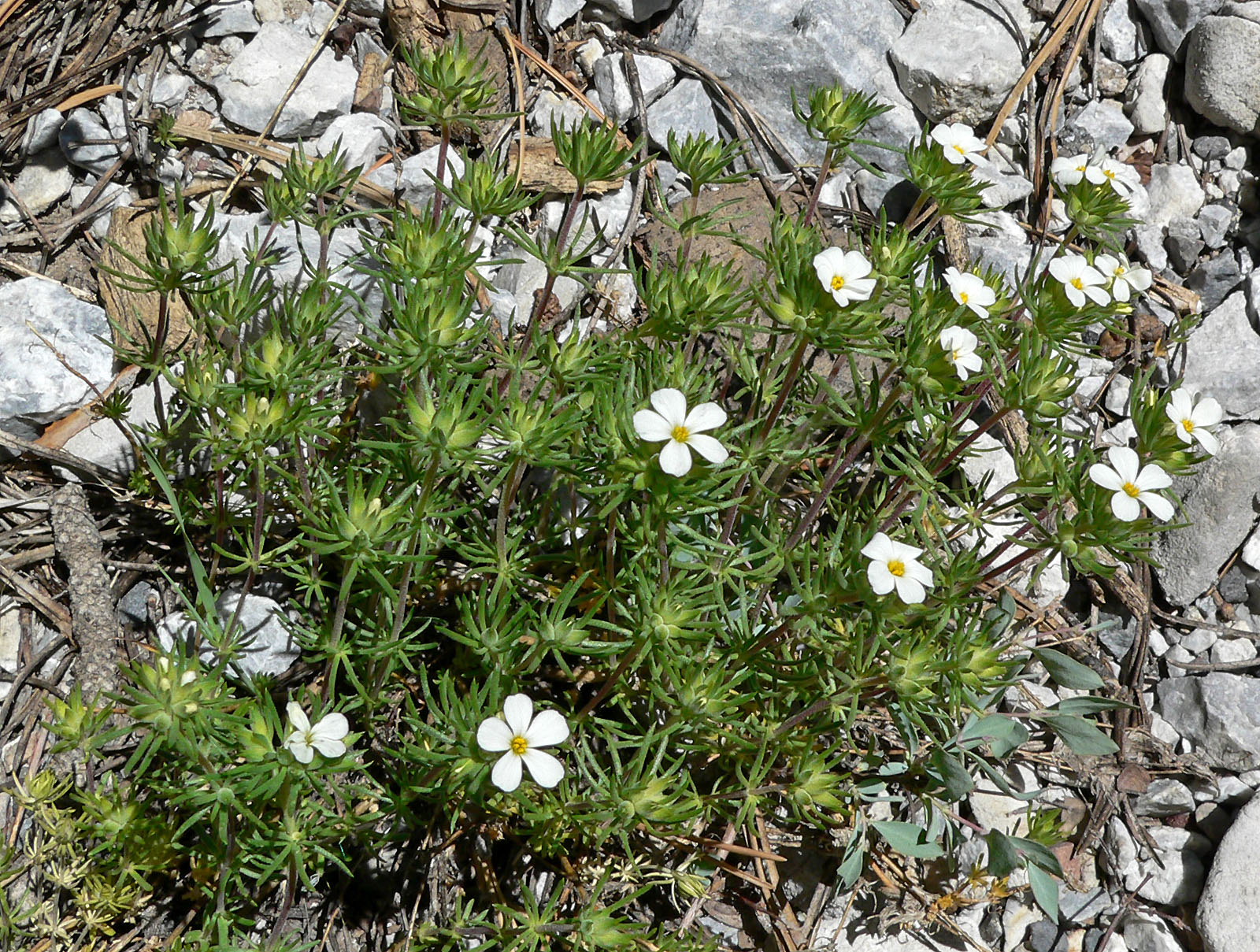
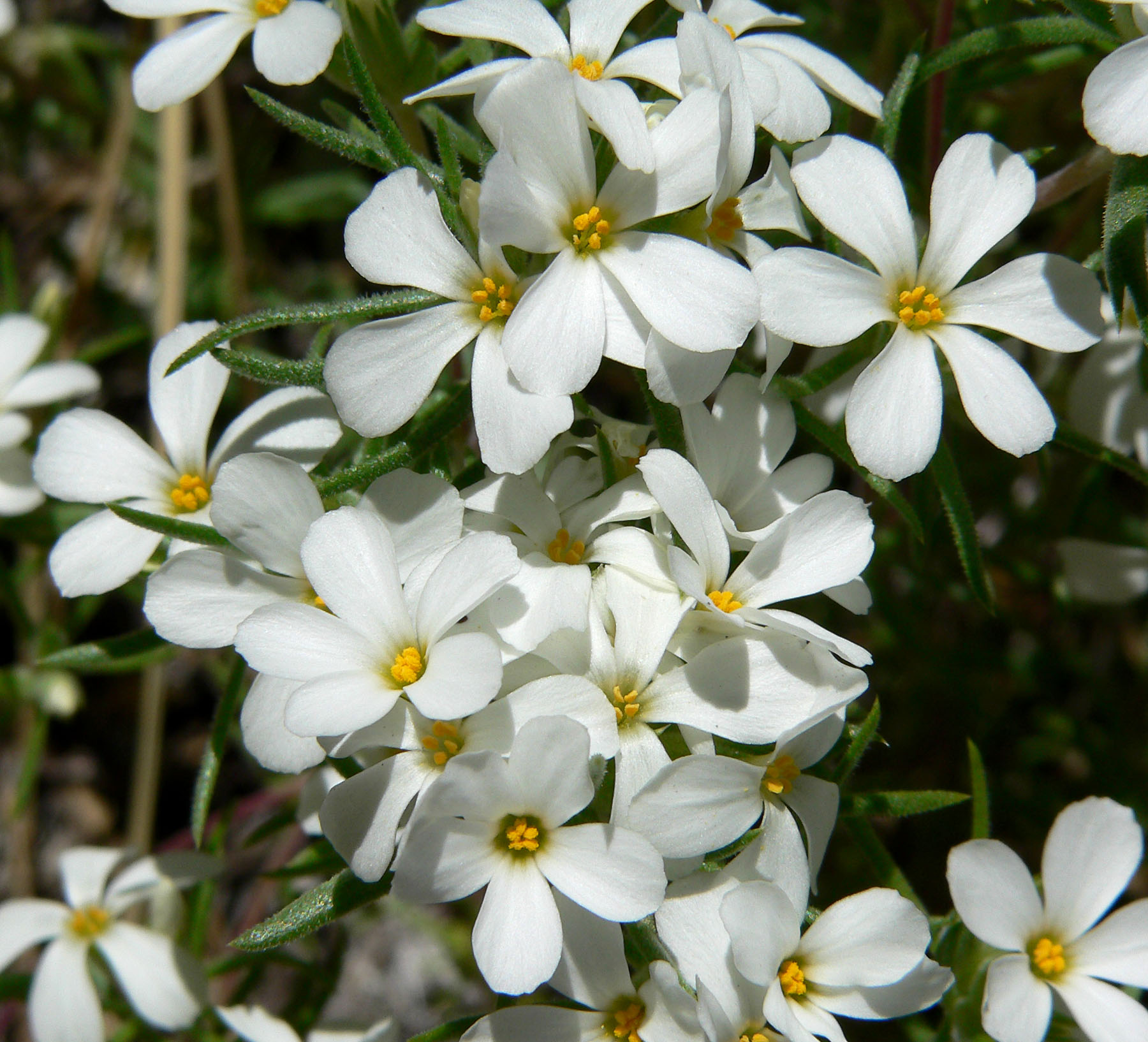
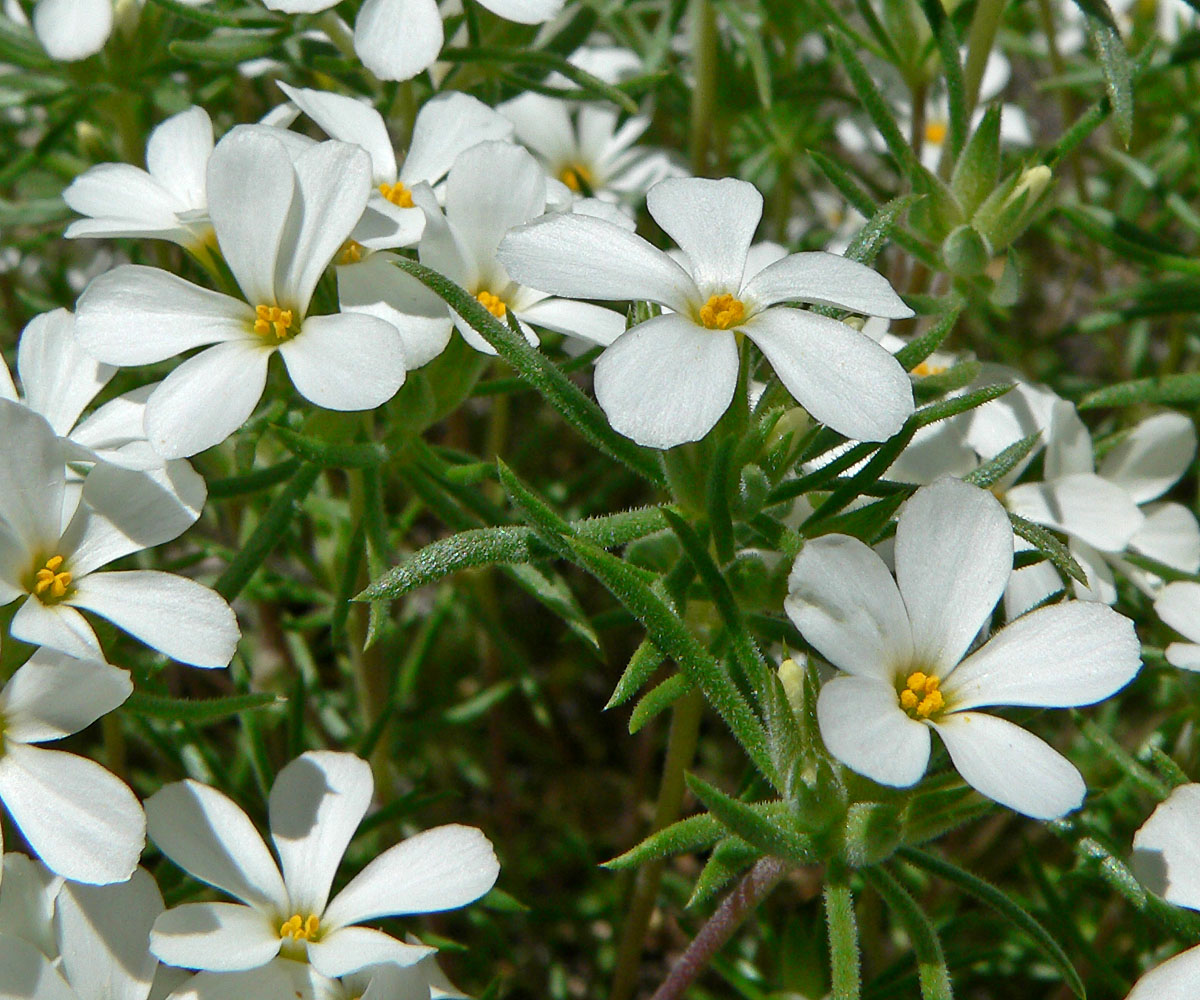